# Czyżeliszki
Czyżeliszki (lit. Čiželiškė) – wieś na Litwie, w okręgu uciańskim, w rejonie jezioroskim, w starostwie Turmont.

## Historia
W czasach zaborów w granicach Imperium Rosyjskiego.
W dwudziestoleciu międzywojennym wieś leżała w Polsce, w województwie nowogródzkim (od 1926 w województwie wileńskim), w powiecie brasławskim, w gminie Smołwy.
Według Powszechnego Spisu Ludności z 1921 roku zamieszkiwało tu 39 osób, 38 było wyznania rzymskokatolickiego a 1 prawosławnego. Jednocześnie 38 mieszkańców zadeklarowało polską przynależność narodową a 1 inną. Było tu 7 budynków mieszkalnych. W 1931 w 8 domach zamieszkiwało 35 osób.
Wierni należeli do parafii rzymskokatolickiej w Smołwach. Miejscowość podlegała pod Sąd Grodzki w m. Turmont i Okręgowy w Wilnie; właściwy urząd pocztowy mieścił się w m. Turmont.